# Ziegler Z

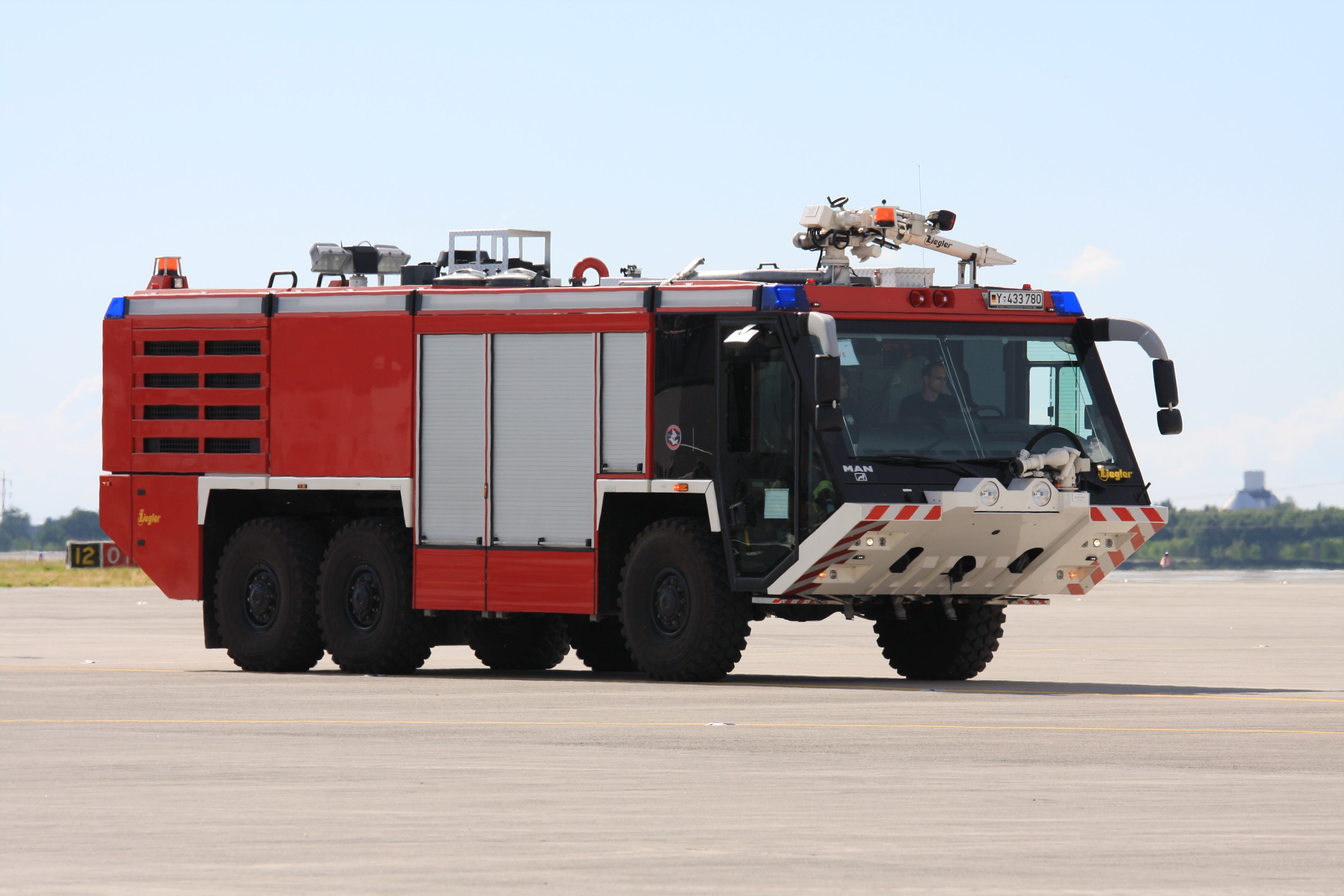
Ziegler Z6 der Bundeswehr

Als Z-Serie werden die Flugfeldlöschfahrzeuge (FLF) des Feuerwehrausrüsters Ziegler der Z-Baureihe bezeichnet. Neben der Z-Baureihe bietet Ziegler noch ein weiteres FLF, den sog. Advancer FLF 2-Achser an.

## Die Generationen und Versionen
Am Anfang der Z-Reihe war der dreiachsige Z1, der aber nur als Einzelexemplar existiert.
Er wurde auf der Weltleitmesse Interschutz 1988 vorgestellt, aber erst 1990 an den Flughafen Nürnberg verkauft. Seit Februar 2014 wird das Fahrzeug auf dem Flughafen Baia Mare in Rumänien eingesetzt.
Ungefähr ab 1997 entstand der vierachsige (8-rädrige) Z8. Zu erkennen ist er an den seitlichen Außenflächen oberhalb der Radkästen, die um circa 15° nach innen geneigt und oberhalb der Frontfenster nochmals um weitere circa 15° abgewinkelt sind.

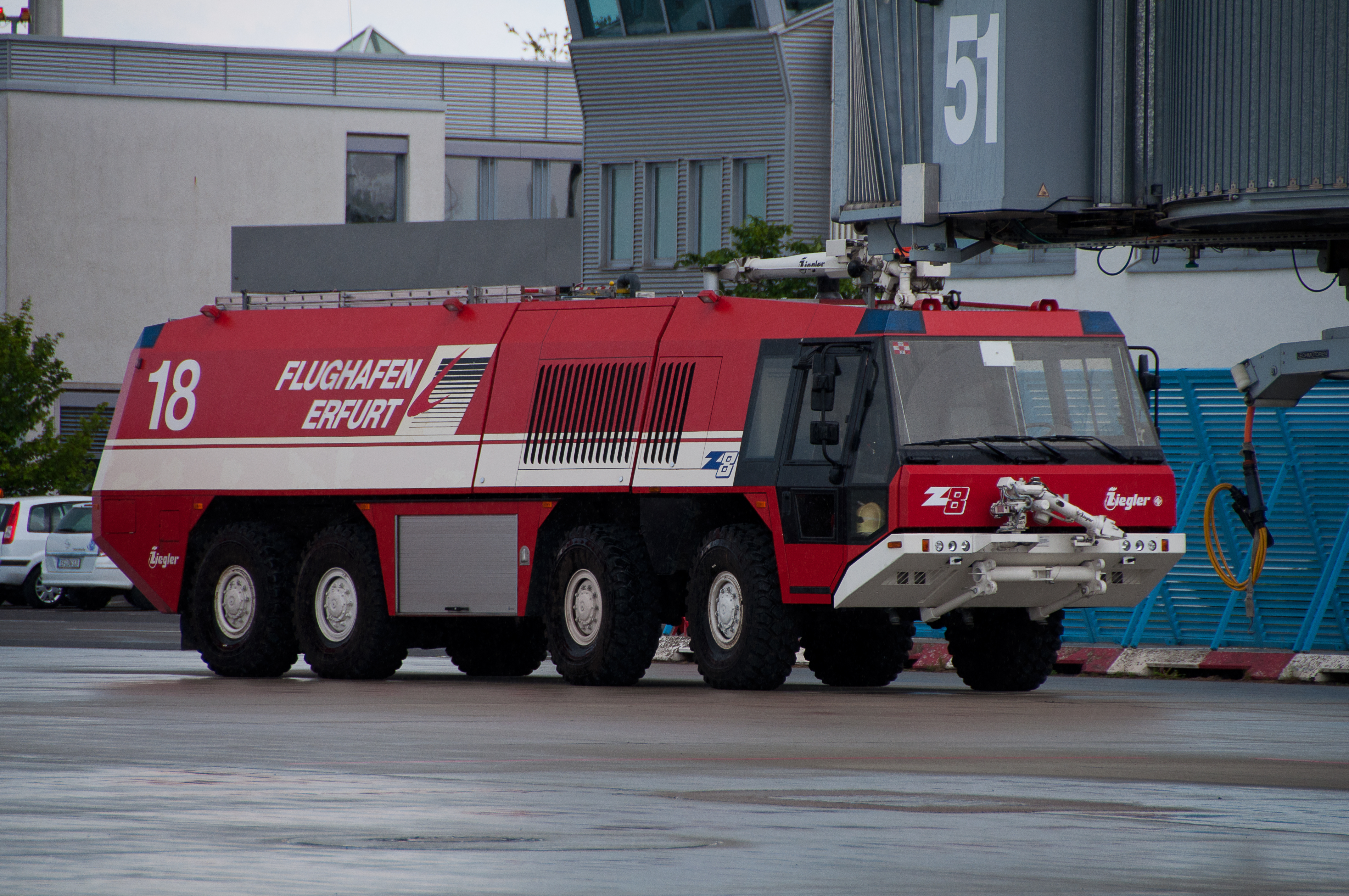
Z8 1. Generation des Flughafens Erfurt

Bei der zweiten Generation des Z8 ab 2000 sind die seitlichen Außenflächen gerade. Der hinter dem Fahrerraum sitzende Pumpenmotor bekommt beidseitig Lüftungsgitter, anstatt, wie bei der ersten Generation, breite Lüftungsschlitze.

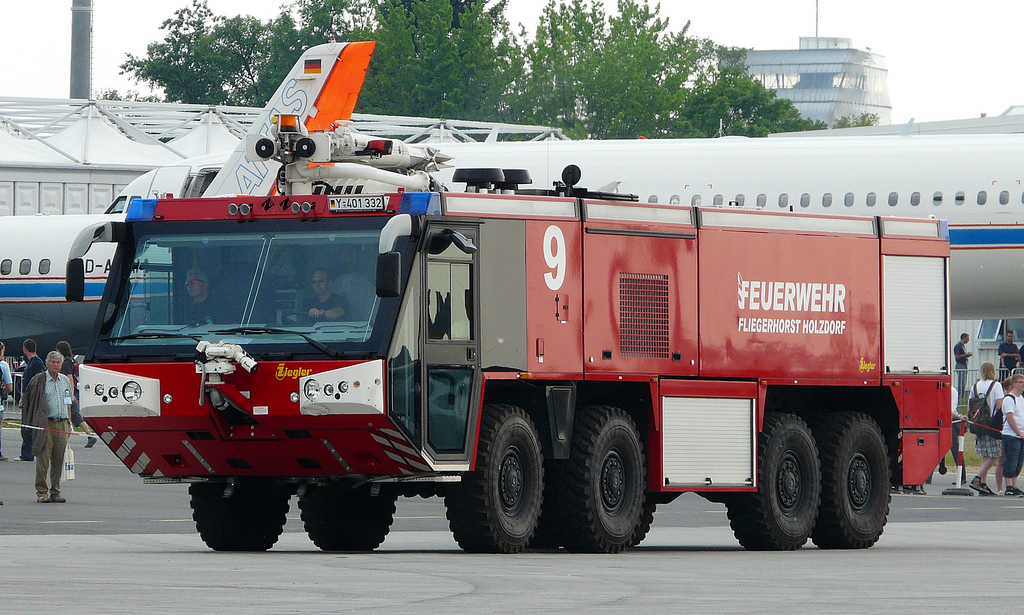
Ziegler Z8 2. Generation der Bundeswehr

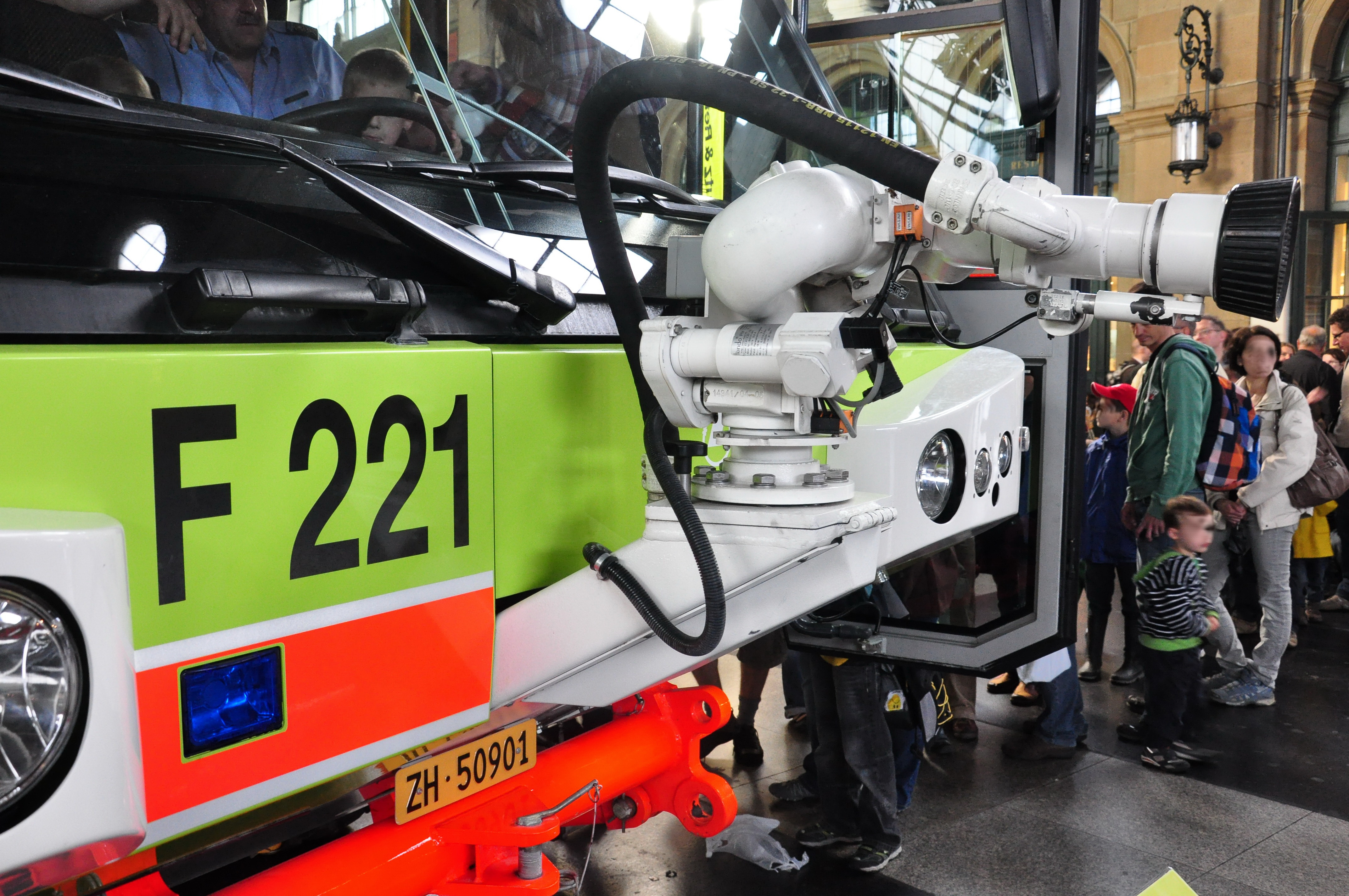
Frontwerfer Z8

Beim Übergang zur dritten Generation des Z8 um das Jahr 2010 wird der Pumpenmotor nach hinten zum Fahrmotor verlagert. Wo früher die Lüftungsgitter des Pumpenmotors waren, ist jetzt ein Rollo. Der Motorraum wird jetzt nicht mehr durch ein Rollo abgegrenzt, sondern durch große Schlitze, die mit Gittern hinterlegt sind. Während die zweite Generation eine senkrechte Front für die Scheinwerfer hat, ist die Scheinwerferpartie bei der dritten Generation nun unterhalb der Windschutzscheibe angebracht.

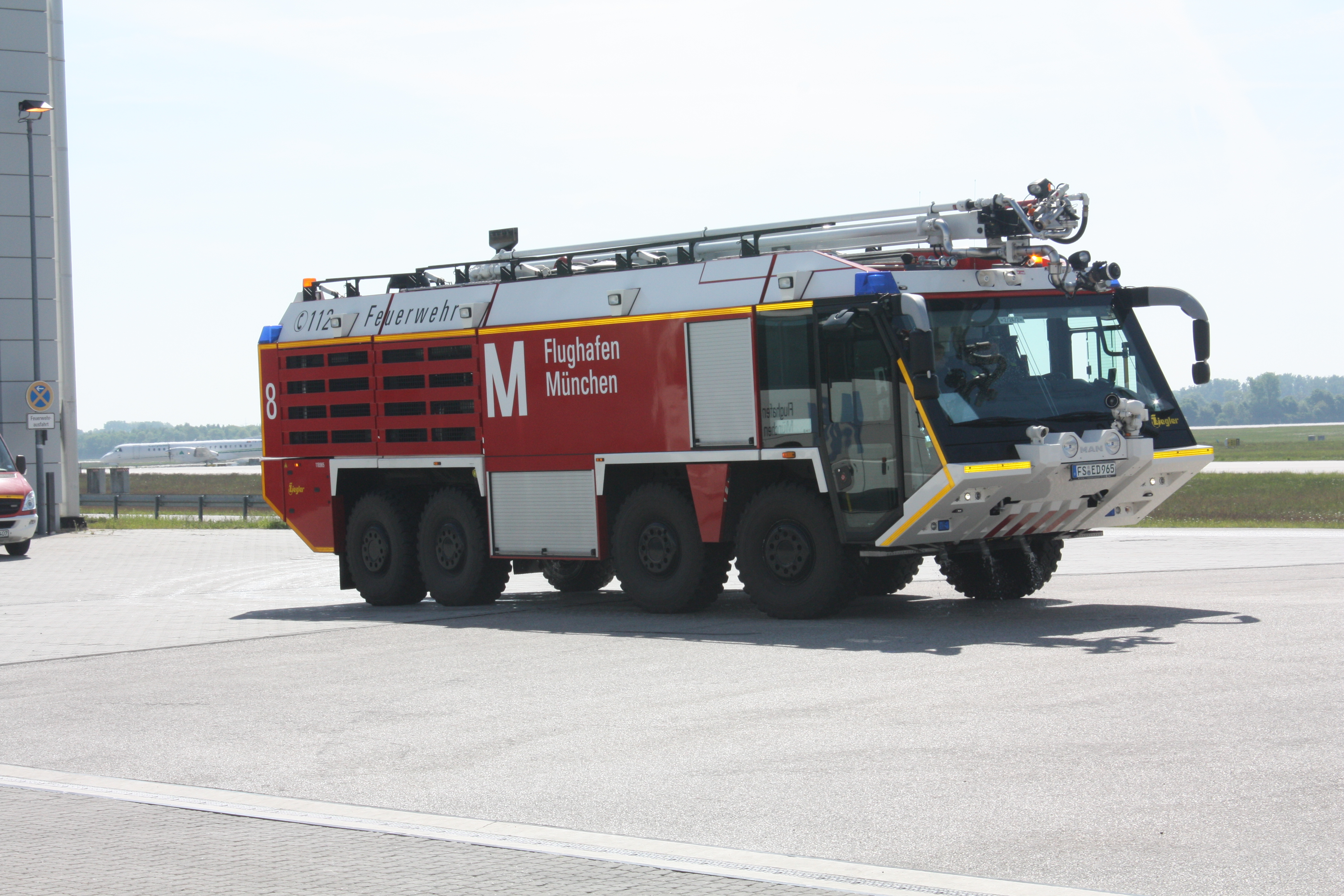
Ziegler Z8 mit HRET 3. Generation, Flughafen München

Ergänzend im gleichen Design wird der dreiachsige (6-Rädrige) Z6 angeboten. Es gibt ihn mit Fahrwerken von drei verschiedenen Herstellern:
- MAN: SX 33.685
- Titan: T36.650 6×6
- Thomas: ZT 3670 6×6

Die MAN-Versionen des Z6 der Bundeswehr der Fl-Kfz mittel (Z6-FLF 40/60-6+500P+120CO2) unterscheiden sich äußerlich deutlich von den anderen beiden Herstellern. Der MAN-Z6 ist 0,5 Meter kürzer als die beiden anderen Varianten.
Titan hat noch ein zweites Fahrgestell mit zwei Längenvarianten im Angebot. Dieses Fahrzeug hat zwei Motoren mit insgesamt 1308 PS und hat einen Radstand von 4,75 m / 1,6 m oder 5,5 m / 1,6 m. Dieses wird jedoch von Ziegler nicht angeboten.
Ab 2012 wird die vierte Generation Z8 XXL eingeführt. An Stelle des MAN-Fahrwerks wird nun eines von Titan verwendet. Augenfälligste Änderungen sind die symmetrischen Abstände der Achsen sowie der vergitterte Motorraum. Die zulässige Gesamtmasse wird auf 52.000 Kilogramm erhöht, was eine Erhöhung der Motorleistung notwendig machte. Anstatt eines sind nun zwei Fahrmotoren verbaut. Die Pumpe hat immer noch einen eigenen Motor.

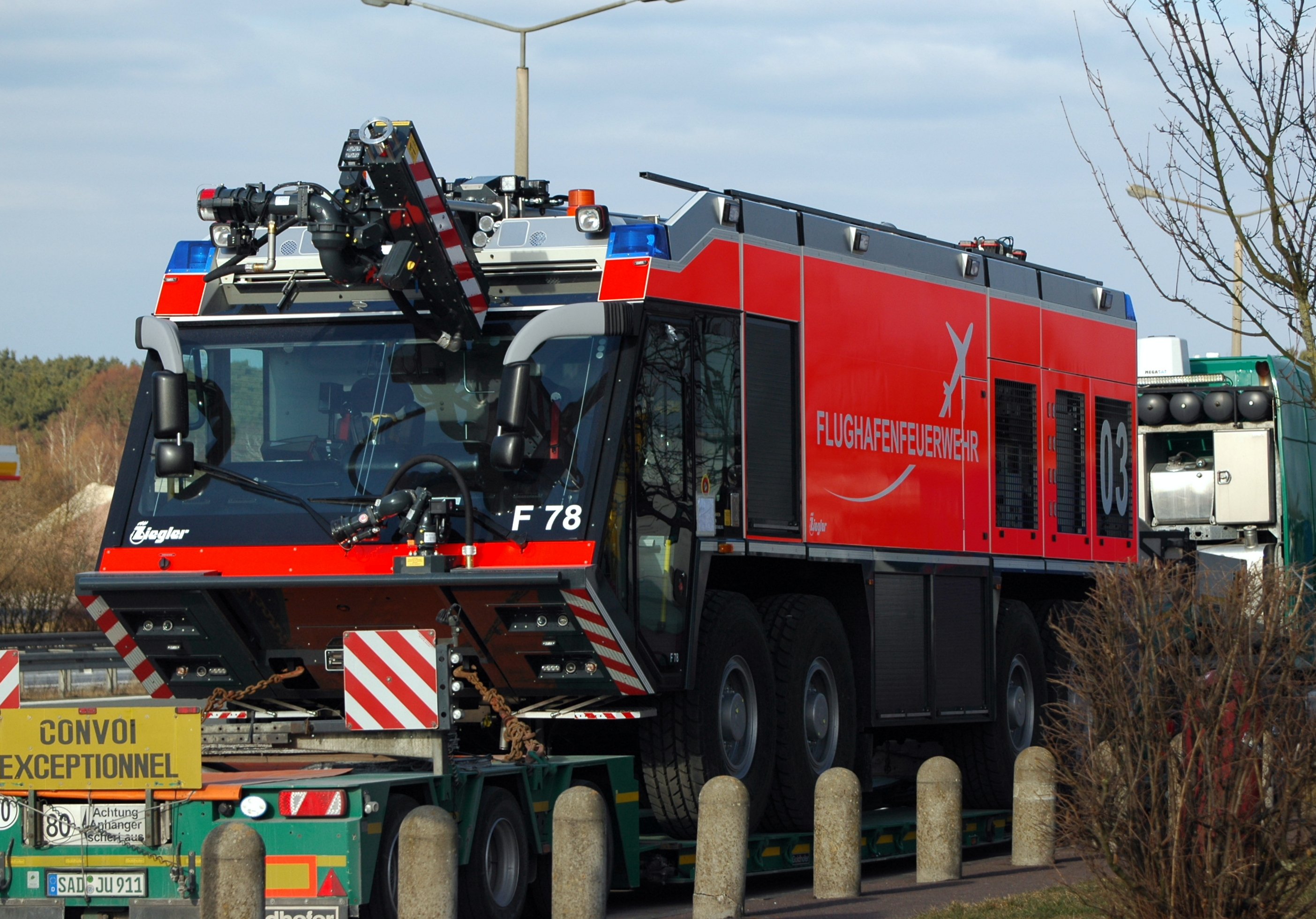
Ziegler Z8 XXL HRET der 4. Generation, Flughafen Berlin Brandenburg

Titan bietet beim Z8 ein um ein Meter verlängertes Fahrgestell an. Die von Ziegler angegebene maximale Kapazität bis zu 19.000 Liter Wasser / Schaummittel deutet darauf hin, dass dieses Fahrwerk auch angeboten wird, ebenso die zweite Seite des Datenblattes für die Z8 XXL des Frankfurter Flughafens. Hier wird die Gesamtlänge mit 13 Metern falsch angegeben und damit auch der mittlere Radstand mit 5,5 Meter (Messung am Bild).
Auf der Interschutz 2015 in Hannover wurde der auf einem Zweiachs-Allrad-Fahrwerk aufgebaute Z4 vorgestellte. Er hat dieselben Designmerkmale wie der Z6 und der Z8.
Die neueste Designversion der Z-Serie sollte auf der Interschutz 2020 vorgestellt werden. Da diese aber auf 2021 verschoben wurde, nutzte Ziegler das hauseigene Innovation Summit am 17. September 2020, um den Z 6 im neuen Design vorzustellen.

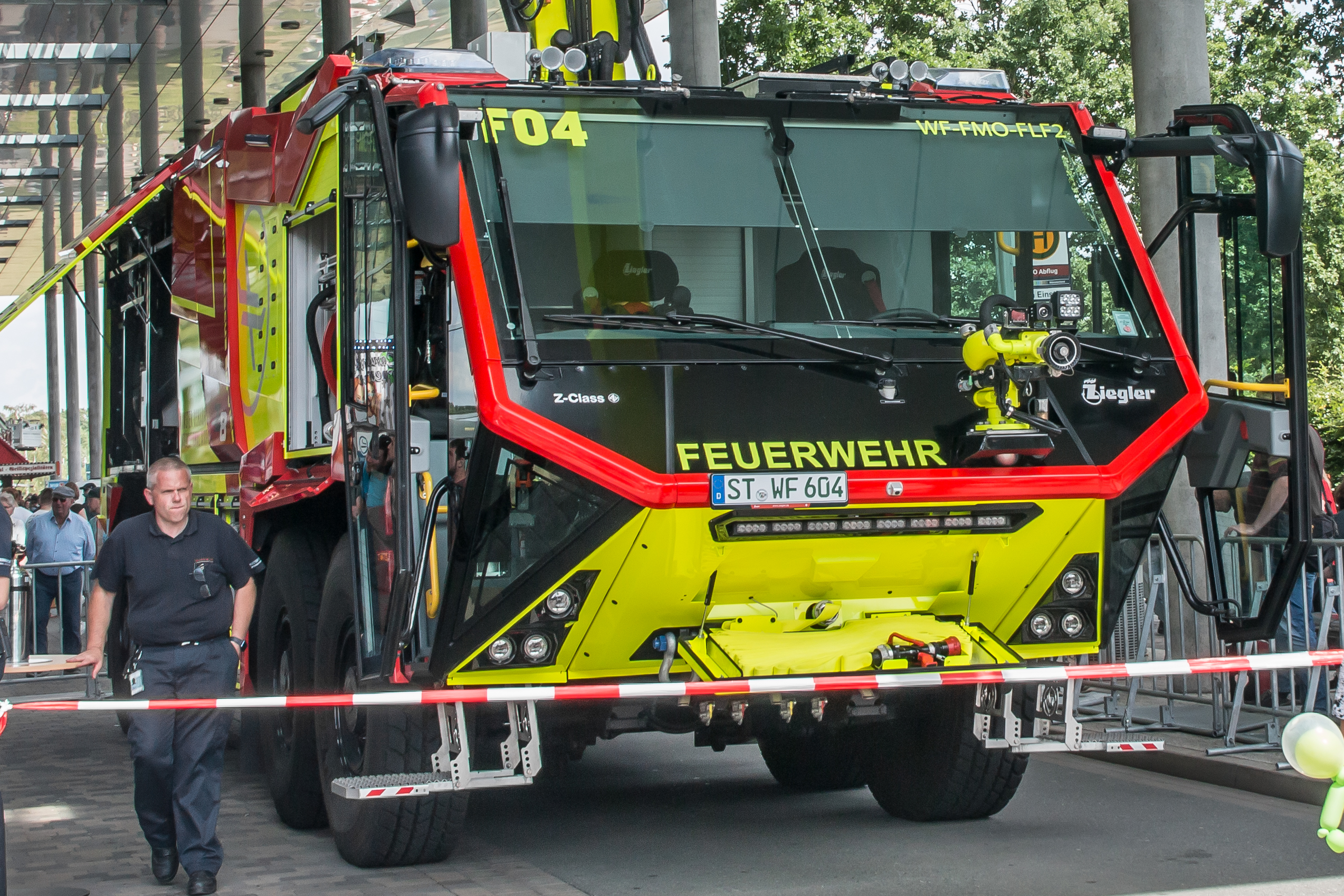
Ziegler Z8 der 5. Generation

Alle drei Versionen werden auf einem von Titan stammenden Fahrwerk aufgebaut und werden mit Scania-DC16-Motoren angetrieben. Der Z 4 und der Z 6 haben einen, der Z 8 zwei der 770 PS (566 kW) starken V8-Dieselmotoren.
Anscheinend gab es noch in letzter Minute Änderungen der Front- und Heck-Partie der Fahrzeuge. Der Frontmonitor ist ein Stück nach unten und dadurch weiter nach vorne gewandert. Damit ist der Sockel des Monitors nun vor die ursprüngliche Fahrzeugspitze. Außerdem ist die hintere Motorraumabdeckung nach hinter gewandert, gut an den hinteren Handgriffen am Dach zu sehen. Insgesamt bedeutet das für den Z4 das er 40 cm länger ist, der Z6 ist 30 cm länger.
Beim Z8 und beim Z8l (er ist 1 m länger) die 31,5 cm länger geworden sind, wurde zusätzlich zur ebenfalls geänderte Frontpartie die hinteren zwei Achsen um 50 cm nach hinten verlegt.
Verglichen wurden hier die PDF-Datenblätter die 2021 und 2023 archiviert wurden.
Bisher ist noch kein Foto der Fahrzeuge, die auf den ursprünglichen PDF-Versionen basieren, aufgetaucht.
Im Juni 2022 wurde der Ziegler Z6 HYBRIDdrive präsentiert. Der zusätzliche Elektromotor, mit 380 PS (280 kW), sitzt zwischen dem Getriebe und dem Dieselmotor. Dadurch kann das Fahrzeug mit bis zu 40 km/h rein elektrisch fahren.
Bei allen drei Varianten gibt es die Möglichkeit, einen Dachmonitor und einen Frontwerfer (optional absenkbar) zu integrieren.
Für den Z6 und den Z8 wird als Alternative zum Dachmonitor ein HRET-Lösch-Teleskop-Gelenk-Arm angeboten. Anfangs wurde der sogenannte Snozzle der gleichnamigen amerikanischen Firma verwendet, dessen Patent jetzt der Oshkosh Corporation gehört. Seit 2015 wird der von Ziegler selbstentwickelte Z-Attack angeboten. Er wird in zwei Varianten angeboten, mit einer Gesamthöhe von 17 oder 20 Meter und einer Ausladung von 12 bzw. 14 Meter. Der Z-Attack hat ein Ausstoßvolumen von bis zu 6.000 l/min und kann mit ausgefahrenem Löscharm bis zu 15 km/h fahren.

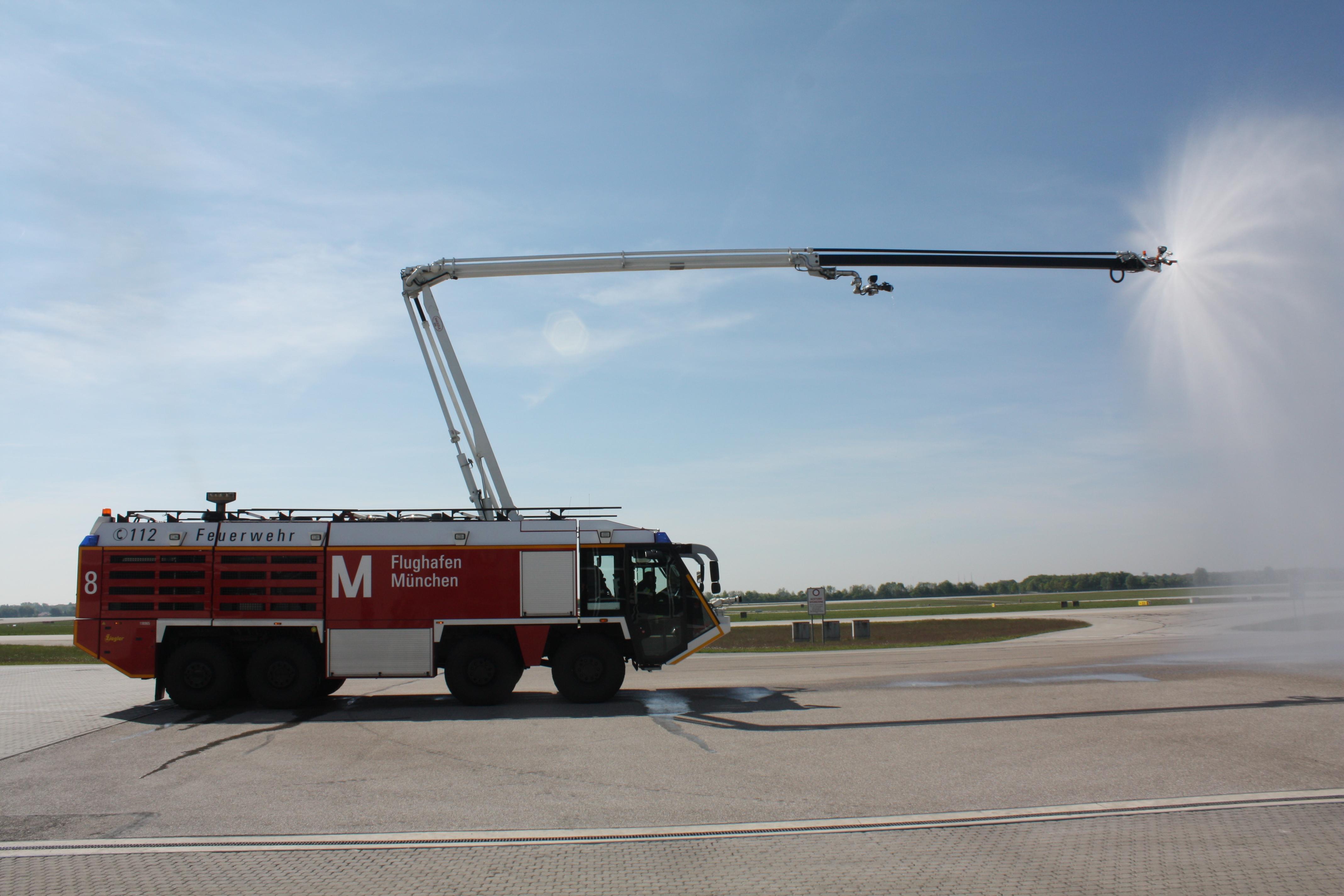
Z8 in Angriffsposition und ausgefahrenem Löscharm

## Aufschlüsselung der Fahrzeugbezeichnung
Wie z. B. Z8 - FLF 100/125-8 + 500 P
Die Benennung der Fahrzeuge erfolgt nach dem Schema.
„AA - FLF BB/CC-D + EE P + FFF CO2“
Wobei die einzelnen Felder folgende Bedeutung haben:
- A – Basis: Z4, Z6 oder Z8
- FLF – Abkürzung für Flugfeldlöschfahrzeug
- B – Nennförderleistung der Löschpumpe in Hektoliter (100 l)/min
- C – Volumen der Wassertanks in Hektoliter
- D – Volumen der Schaummitteltanks in Hektoliter
- E – Masse in kg des mitgeführten Pulvers
- F – Masse in kg des mitgeführten CO2

## Tabellen der FLF Varianten über die Generationen
Im Folgenden werden für Löschmittel die Maximalwerte angegeben. Es gibt keine typische Version der Fahrzeuge, denn diese werden den jeweiligen Einsatzerfordernissen angepasst und diesbezüglich speziell zusammengestellt. Die Daten beziehen sich daher auf die vom Hersteller angegebenen Werte.

### Z1 und Z4
| Technische Daten           | Z1 | Z4 v1                                                                      | Z4 v2 (pdf)                  |
| -------------------------- | --- | -------------------------------------------------------------------------- | ---------------------------- |
| Fahrgestell                | Faun Racer LF 30 (2630) 6×6×4                                                                                                  | Titan T26-650 4×4                                                          |                              |
| Motor                      | 2× Deutz V8 Turbodiesel (beide Motoren für Fahrantrieb oder je ein Motor für Fahrantrieb und Pumpenantrieb) je 265 kW (360 PS) | Mercedes-Benz OM 502 LA, 654 PS (480 kW) @ 1.800/min, 2.800 Nm @ 1.088/min | Scania DC16, 566 kW (770 PS) |
| Getriebe                   | | Allison 4800 (Vollautomatik)                                               | Stufenlos, vollautomatisch   |
| Höchstgeschwindigkeit      | |                                                                            | 120 km/h                     |
| Beschleunigung 0 - 80 km/h | | < 25 s                                                                     | < 20 s                       |
| Pumpenmotor                | Power divider | Cushman Power divider                                                      |                              |
| Radstand                   | | 4.750 mm                                                                   | 4.750 mm                     |
| Reifen                     | | 16.00 R 25 (Michelin)                                                      |                              |
| Länge × Breite × Höhe      | | 9,9 m × 3,0 m × 3,85 m                                                     | 10,2 m × 3,0 m × 3,7 m       |
| Länge × Breite × Höhe HRET | |                                                                            |                              |
| Zul. Gesamtmasse           | 30.000 kg | 26.000 kg                                                                  | 26.000 kg                    |
| Aufbauwerkstoff            | | ALPAS(ALu-PAneel-System), GFK                                              | ALPAS                        |
| Besatzung                  | 1+3 | 1+3 (alternativ 1+5)                                                       | 1 + 5                        |
| (Ab) Baujahr               | 1988 | 2015                                                                       | 2020                         |
| Löschmittel                | |                                                                            |                              |
| Wasser / Schaummittel      | | 7.000 l                                                                    |                              |
| Wasser                     | 9.200 l |                                                                            | 6.000 l                      |
| Schaummittel               | 800 l |                                                                            | 800 l                        |
| Pulver                     | 250 kg | 250 kg                                                                     | 250 kg                       |
| CO2                        | |                                                                            | 120 kg                       |
| Löschmittelabgabe          | |                                                                            |                              |
| Dachmonitor                | Ja | max. 3.800 l/min (alternativ bis zu 6.000 l/min)                           | Ja                           |
| Frontwerfer                | Eingebaut hinter einer Frontklappe                                                                                             | max. 1.600 l/min                                                           | Ja                           |
| Selbstschutz               | Vier Bodensprühdüsen mit je 75 l/min                                                                                           |                                                                            |                              |

### Z6

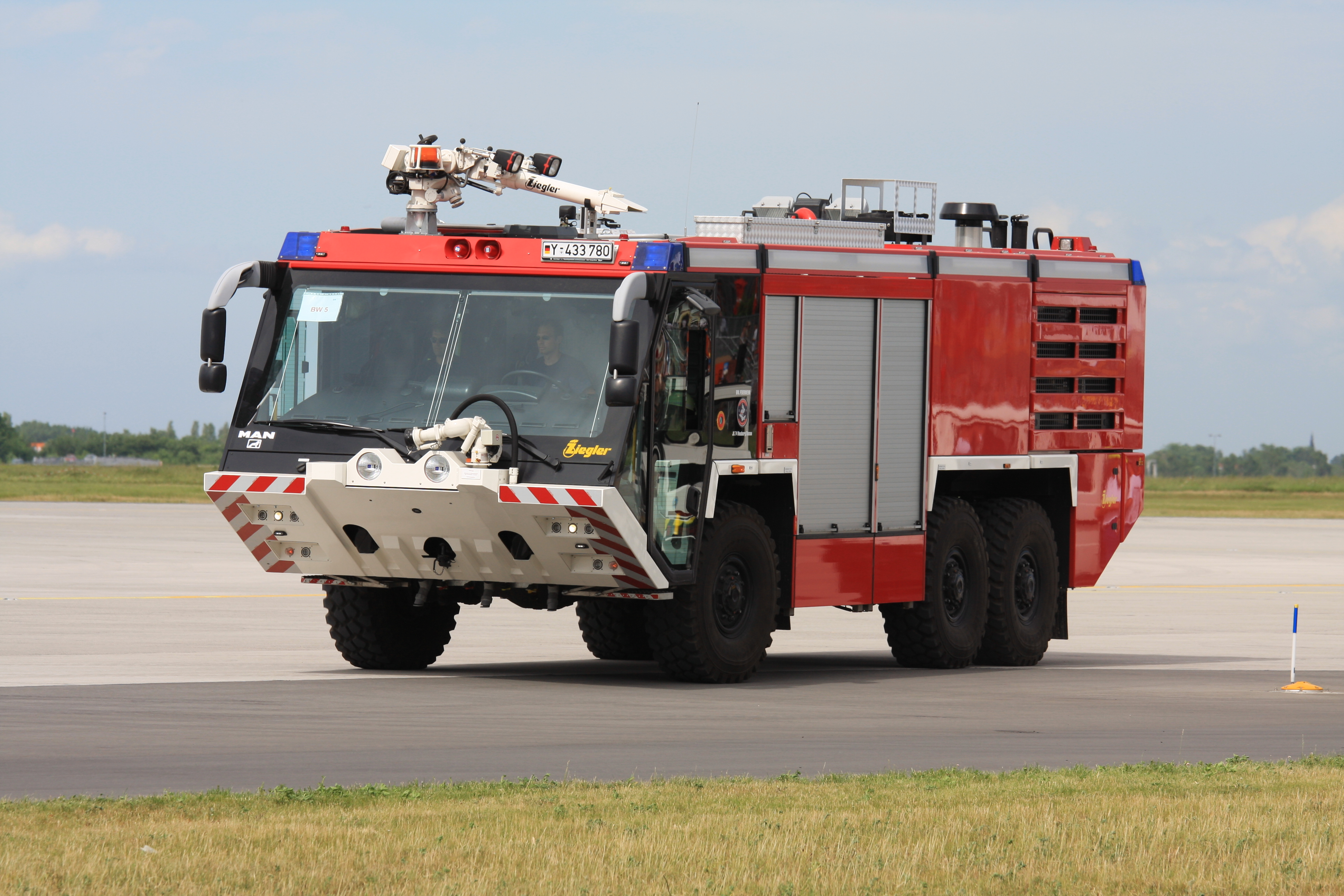
Ziegler Z6 auf MAN-Fahrgestell der Bundeswehr

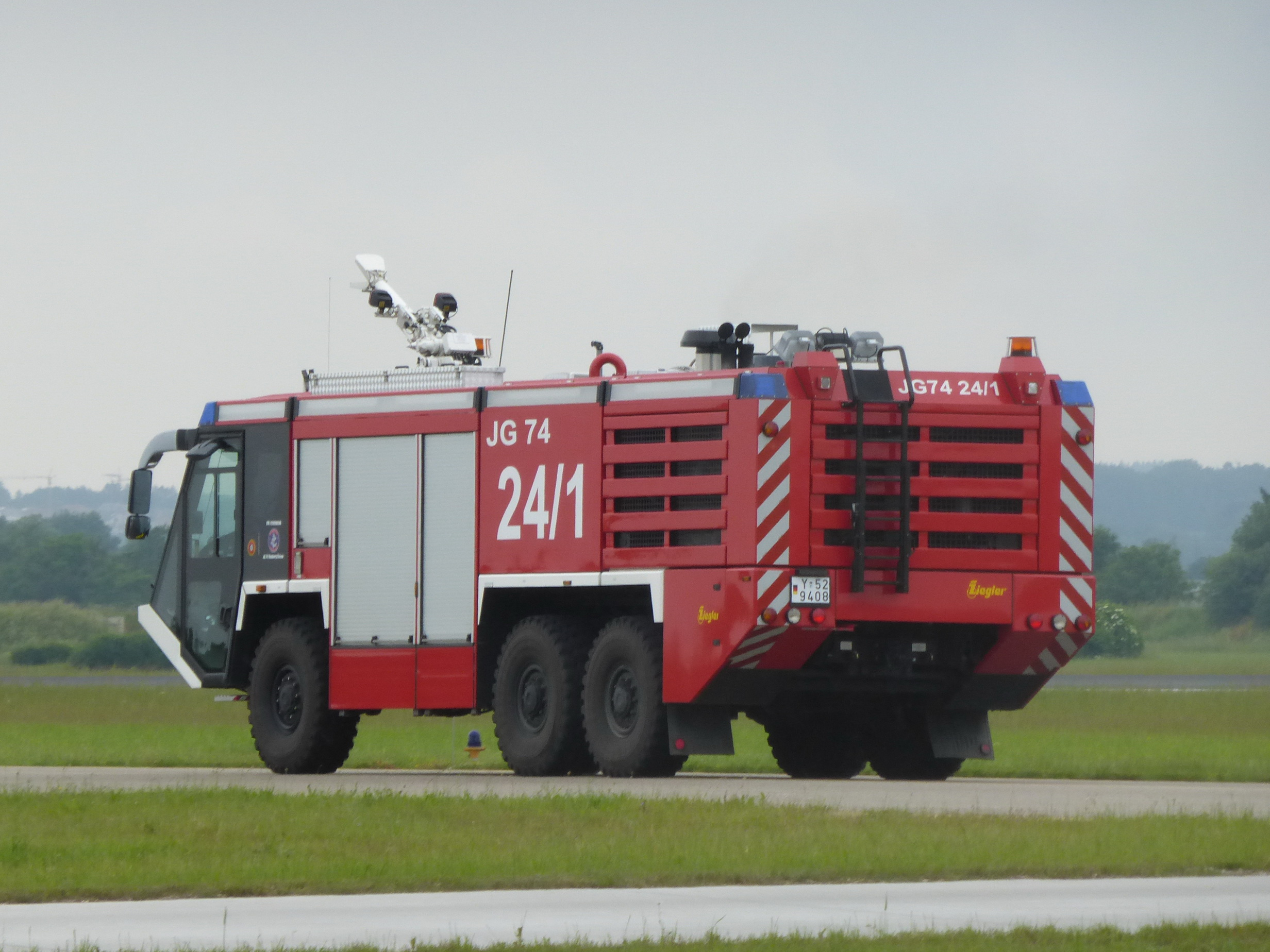
Ziegler Z6 auf dem Fliegerhorst Neuburg

| Technische Daten           | Z6 v1 MAN                                    | Z6 v1 Volvo                                                                                       | Z6 v1 Mercedes                                            | Z6 v2 (pdf)                     | Z6-RT HYBRIDrive                                        |
| -------------------------- | -------------------------------------------- | ------------------------------------------------------------------------------------------------- | --------------------------------------------------------- | ------------------------------- | ------------------------------------------------------- |
| Fahrgestell                | MAN SX 33.685 VFAEG (Typ X 37), Allrad 6×6   | Thomas ZT 3670 6×6                                                                                | Titan 36.650 6×6                                          |                                 | Titan T39-770 6×6 HYBRIDdrive                           |
| Motor                      | MAN V-8-Zylinder, 500 kW/680 PS bei 1900/min | Volvo Reihen-6-Zylinder-Dieselmotor D 16 G Euro 5, 16.120 cm³, 515 kW / 700 PS / 691 hp, 3.160 Nm | Mercedes OM 502 LA V8 EURO 5, 654 PS (480 kW) @ 1.800/min | Scania DC16 / 566 kW (770 PS)   | Scania DC16 / 566 kW (770 PS) + E-Motor 280 kW (380 PS) |
| Getriebe                   | Vollautomatik                                | TWIN - DISC 6-Gang-Automatik-Getriebe                                                             | Allison 4800                                              | Stufenlos, vollautomatisch      | Kessler LV3000-PTO                                      |
| Höchstgeschwindigkeit      | 130 km/h                                     | 117 km/h                                                                                          | 140 km/h                                                  | 120 km/h                        | >130 km/h                                               |
| Beschleunigung 0 - 80 km/h | ca. 25 s                                     | 31 s                                                                                              |                                                           | < 28 s                          | < 20 s, < 25                                            |
| Pumpenmotor                | Deutz 4-Zylinder 129 kW/175 PS               |                                                                                                   |                                                           |                                 |                                                         |
| Radstand                   | 4.250 mm, 1.500 mm                           | 4.750 mm, 1.530 mm                                                                                | 4.750 mm, 1.600 mm                                        | 4.750 mm, 1.600 mm              |                                                         |
| Reifen                     |                                              |                                                                                                   | 16.00 R 25 (Michelin)                                     |                                 |                                                         |
| Länge × Breite × Höhe      | 10,75 m × 3,0 m × 3,8 m                      | 11,5 m × 3,0 m × 4,0 m                                                                            | frame 10,36 m × 3,0 m                                     | 11,8 m × 3,0 m × 3,75 m         | 11,7 m × 3,0 m × 3,8 m                                  |
| Länge × Breite × Höhe HRET |                                              |                                                                                                   |                                                           |                                 |                                                         |
| Wendekreis                 | 22 m                                         | 30 m                                                                                              |                                                           |                                 |                                                         |
| Zul. Gesamtmasse           | 33.000 kg                                    | 36.000 kg                                                                                         | 39.000 kg                                                 | 39.000 kg                       | 39.000 kg                                               |
| Aufbauwerkstoff            | ALPAS(ALu-PAneel-System), GFK                | ALPAS, GFK                                                                                        | ALPAS, GFK                                                | ALPAS, GFK                      | ALPAS, GFK                                              |
| Besatzung                  | 1 + 3                                        | 1 + 3                                                                                             | 1 + 5                                                     | 1 + 5                           | 1 + 3                                                   |
| (Ab) Baujahr               | ca. 2010                                     | 2014                                                                                              | 2012                                                      | 2020                            | 2022                                                    |
| Preis                      |                                              |                                                                                                   |                                                           |                                 |                                                         |
| Löschmittel                |                                              |                                                                                                   |                                                           |                                 |                                                         |
| Wasser / Schaummittel      |                                              | 14.000 l                                                                                          |                                                           |                                 |                                                         |
| Wasser                     | 6.000 l                                      | 12.500 l                                                                                          |                                                           | 14.000 l oder 12.500 l mit HRET | 12.500 l                                                |
| Schaummittel               | 600 l                                        | 1.500 l                                                                                           |                                                           | 1.600 l                         | 1.500 l                                                 |
| Pulver                     | 500 kg                                       | 500 kg                                                                                            |                                                           | 250 kg                          | 250 kg                                                  |
| CO2                        | 120 kg                                       |                                                                                                   |                                                           | 120 kg                          |                                                         |
| Löschmittelabgabe          |                                              |                                                                                                   |                                                           |                                 |                                                         |
| HRET                       | Z-Attack                                     | Z-Attack 17                                                                                       |                                                           | Z-Attack 17 LGA                 |                                                         |
| Dachmonitor                | max. 6.000 l/min                             | Ja                                                                                                | Ja                                                        | Ja                              | Ja                                                      |
| Frontwerfer                | max. 2.200 l/min                             | Viper                                                                                             |                                                           | Ja                              | Ja                                                      |
| Selbstschutz               |                                              | Sieben Düsen à 400 l/min                                                                          |                                                           |                                 | ZIEGLER Selbstschutzanlage                              |
| Selbstschutz Kabine        |                                              | Vier Düsen, die über eine separate Pumpe mit Wasser versorgt werden                               |                                                           |                                 |                                                         |

### Z8
| Technische Daten           | Z8 1. Gen                                                            | Z8 2. Gen | Z8 3. Gen | Z8 XXL (4. Gen)                                                                                 | Z8 5. Gen (pdf)                                                            |
| -------------------------- | -------------------------------------------------------------------- | --- | --- | ----------------------------------------------------------------------------------------------- | -------------------------------------------------------------------------- |
| Fahrgestell                | MAN 36.1000/1930+3570+1500 bzw. HRET MAN 38.1000 VFAEG 8×8           | MAN 36.1000 VFAEG 8x8 bzw. MAN x31 8×8                                                                         | MAN SX 43.1000 8×8 bzw. MAN x36 8×8                                                                                    | Titan 52.1400, Allrad 8×8                                                                       | TITAN T52-1540 8×8 Twin Engine                                             |
| Motor                      | MAN V12-Zylinder, 735 kW (1.000 PS) Euro 2 bei 2.300/min, 21.927 cm³ | MAN V12-Zylinder Dieselmotor 735 kW (1.000 PS) Euro 2, 21.920 cm³                                              | MAN V12-Zylinder, 735 kW (1.000 PS) bzw. MAN D 2842 LF 10 wassergekühlter V12 mit Common-Rail-Einspritzung, 21.920 cm³ | 2x Mercedes-Benz OM 502 LA, V8–Zylinder Dieselmotor, EURO 3,5,6, 2× 15.930 cm³                  | 2× Scania DC16 Motoren insg. 1.132 kW (1.540 PS)                           |
| Getriebe                   | 5-Gang Automatik Renk                                                | Renk WR 1.075/PS225.32 Automatikgetriebe mit integriertem Verteilergetriebe und Retarder                       | Allison 6610 6-Gang-Automatikgetriebe mit Retarder                                                                     | 2x Allison 4800 SP Lastschaltbares 7-Gang Automatikgetriebe mit Drehmomentwandler und Retarder  | Automatik ZF-EcoLife Offroad                                               |
| Höchstgeschwindigkeit      | 138 km/h                                                             | | 138 km/h | 140 km/h                                                                                        | 140 km/h                                                                   |
| Beschleunigung 0 - 80 km/h | 20 s                                                                 | ca. 25 s bei 40.000 kg                                                                                         | 25 Sekunden | < 21 s                                                                                          | < 20 s, < 18 s                                                             |
| Pumpenmotor                | MAN Typ D 2866 LF 15                                                 | MAN D 2876 LE 103, 6 Z-Reihe mit Direkteinspritzung und Turbolader, 11 967 cm³, 338 kW (460 PS) bei 1800 min-1 | V6-Dieselmotor Deutz TCD 2015, 360 kW / 480 PS, 11.900 cm³                                                             | Deutz V-6-Zylinder 360 kW (480 PS)                                                              | Separater Pumpenmotor optional                                             |
| Radstand                   | 1.930 mm, 3.570 mm, 1.500 mm                                         | | 1.930 mm, 3.570 mm, 1.500 mm                                                                                           | 1.600 mm, 4.500 mm, 1.600 mm                                                                    | 1.600 mm, 4.500 mm, 1.600 mm                                               |
| Reifen                     |                                                                      | Michelin 16.00 R 20 XZL                                                                                        | |                                                                                                 |                                                                            |
| Länge × Breite × Höhe      |                                                                      | 12,0 m × 3,0 m × 3,75 m                                                                                        | 12,0 m × 3,0 m × 3,95 m                                                                                                |                                                                                                 | 12,5 m × 3,0 m × 3,8 m                                                     |
| Länge × Breite × Höhe HRET | 12,52 m × 2,9 m × 4,2 m                                              | | | 12,0 m × 3,0 m × 3,95 m                                                                         |                                                                            |
| Wendekreis                 |                                                                      | | 28 m |                                                                                                 |                                                                            |
| Zul. Gesamtmasse           | 38.000 kg                                                            | 42.000 kg bzw. 36.000 kg bzw. 40.000 kg                                                                        | 43.000 kg | 48.000 kg bzw. 52.000 kg                                                                        | 52.000 kg (Einsatzgewicht 48 t)                                            |
| Feuerlöschkreiselpumpe     |                                                                      | | | ZIEGLER Pumpe FPN 10-10.000 (Hochdruck optional), Antrieb optional über gesonderten Pumpenmotor | ZIEGLER Pumpe FPN 10-10.000, PTO-betrieben, Separater Pumpenmotor optional |
| Aufbauwerkstoff            | Stahlgerippe mit GFK-Beplankung                                      | ALPAS(ALu-PAneel-System), GFK                                                                                  | ALPAS, GFK | ALPAS, GFK                                                                                      | ALPAS, GFK                                                                 |
| Besatzung                  | 1+2                                                                  | 1+2 | |                                                                                                 | 1 + 5                                                                      |
| (Ab) Baujahr               | 1997–2000, HRET 2000                                                 | 2000–2010 | 2010–2012 | 2011                                                                                            | 2021                                                                       |
| Preis                      |                                                                      | | | 1,6 Mio. € (2012)                                                                               |                                                                            |
| Löschmittel                |                                                                      | | |                                                                                                 |                                                                            |
| Wasser / Schaummittel      |                                                                      | 15.000 l | | 19.000 l                                                                                        |                                                                            |
| Wasser                     | 13.500 l                                                             | 12.500 l | 12.500 l |                                                                                                 | 15.000 l                                                                   |
| Schaummittel               | 1.600 l                                                              | 2× 750 l (LightWater AFFF)                                                                                     | 1.500 kg |                                                                                                 | 1.800 kg                                                                   |
| Pulver                     | 750 kg                                                               | 1.000 kg | 1.000 kg | 1.000 kg                                                                                        | 500 kg                                                                     |
| CO2                        |                                                                      | | |                                                                                                 | 270 kg                                                                     |
| Löschmittelabgabe          |                                                                      | | |                                                                                                 |                                                                            |
| HRET                       | Z-Attack                                                             | Z-Attack | Snozzle später Z-Attack                                                                                                | Z-Attack 17 oder 20                                                                             | Z-Attack 17 oder 20 LGA                                                    |
| Dachmonitor                | Ja                                                                   | Ja | Ja | max. 8.000 l/min                                                                                | Ja                                                                         |
| Frontwerfer                | Ja                                                                   | Ja | Ja | max. 3.800 l/min                                                                                | Ja                                                                         |
| Selbstschutz               | Sieben Düsen à 100 l/min                                             | Sieben Düsen à 400 l/min                                                                                       | 3 Frontfächerdüsen mit je 100 l/min bei 10 bar, 4 Spinklerdüsen hinten mit je 25 l/min bei 10 bar                      |                                                                                                 | 125 l/min unter der Kabine und 25 l/min an den Reifen                      |

Als weitere Zubehör gibt es:

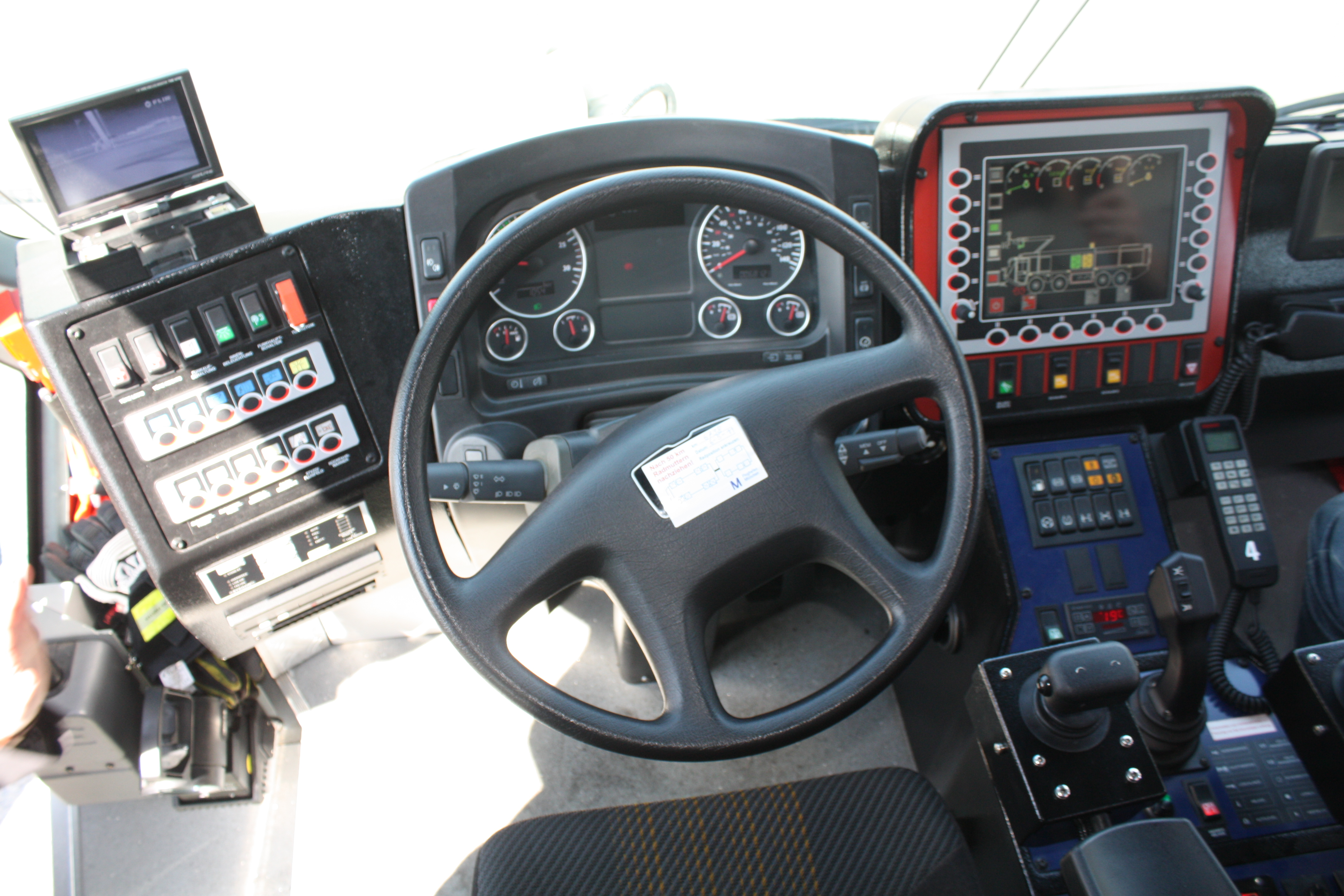
Fahrerraum des Z8

- Pneumatischer, im Aufbau integrierter Lichtmast
- Schnellangriffshaspel
- Selbstschutzeinrichtung
- Ausstattung für Flughafen Kategorie 10